# Alt-Württemberg-Allee 40
Das Gebäude Alt-Württemberg-Allee 40 in Ludwigsburg, einer Stadt im nördlichen Baden-Württemberg, wurde 1892/93 als Mannschaftsgebäude der früheren Luitpoldkaserne errichtet. Daneben, an der Fasanenstraße 47, steht das Wohngebäude für verheiratete Militärangehörige der Kaserne.
Das heutige Behördengebäude ist ein geschütztes Kulturdenkmal.
Das dreigeschossige historisierende Backsteinbau mit zweifarbiger Fassadengliederung durch Hausteinelemente wurde im Jahr 1936 aufgestockt. Der dreiachsige Mittelrisalit wird von einem reich gegliederten Rollwerkgiebel abgeschlossen.